# Hundepeitsche

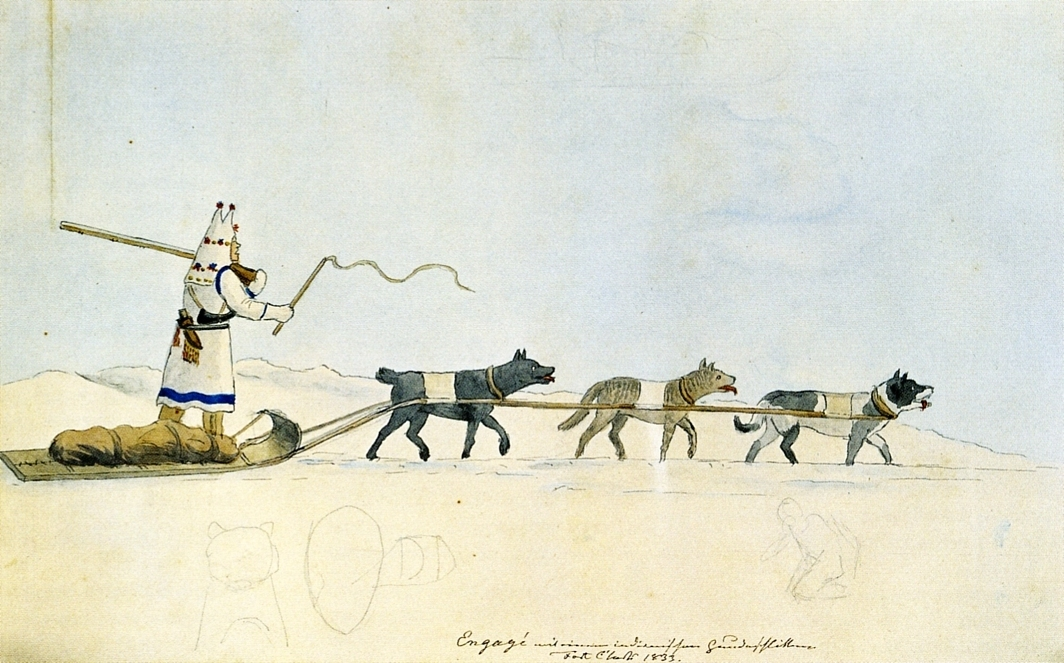
Engagé mit einem indianischen Hundeschlitten bei Fort Clark, 1833

Eine Hundepeitsche war bis ins 20. Jahrhundert eine Peitsche zum Züchtigen von Hunden, mit langem Stiel und langem, geflochtenem Riemen. Sie wurde an der Jagdtasche oder dem Hetzriemen getragen. Wenn die Hundepeitsche drei bis vier Fuß lang war, sodass man zu Pferde damit knallen konnte, so hieß sie Hetz-(Parforce-)peitsche. Eine Hundepeitsche wurde auch zum Antreiben und Züchtigen von Schlittenhunden, die vor einen Hundeschlitten gespannt waren, verwendet, beispielsweise bei entsprechenden Rennen. Von den Eskimos wird die Hundepeitsche zum Steuern der Schlittenhundegespanne eingesetzt, indem sie rechts und links vom Schlitten auf das Eis schlagen, um die Hunde in der Spur zu halten. Heute benützen Musher keine Peitschen mehr, sondern dirigieren ihre Hunde mit Kommandos. 

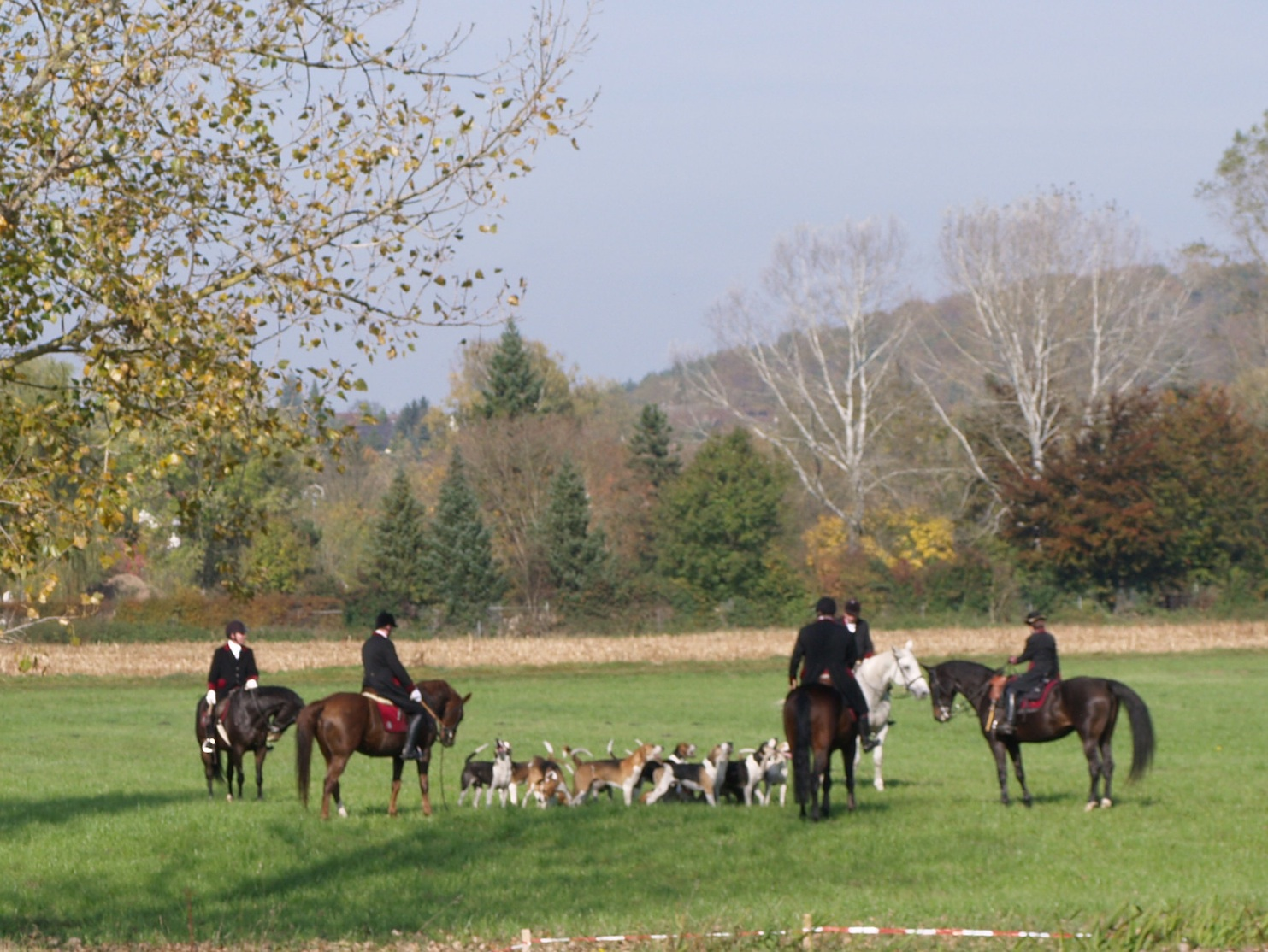
Piköre halten die Hundemeute im Kreis, indem sie die Hetzpeitschen hin und her bewegen und so einen imaginären Zaun um die Hunde bilden.

## Hetzpeitsche
Bei Schleppjagden wird die Hundemeute von Pikören geführt. Die Piköre sind an ihren Hetzpeitschen erkennbar. Sie verwenden die Hetzpeitschen zur Kommunikation mit den Hunden. Der gezielte Schlag nach dem Hund wird nur in Ausnahmefällen als letztes Mittel verwendet, da sonst die Hunde Angst vor der Hetzpeitsche entwickeln und nicht mehr richtig geführt werden können. 